# APBA2
APBA2‏ (Amyloid beta precursor protein binding family A member 2) هوَ بروتين يُشَفر بواسطة جين APBA2 في الإنسان.